# Farmington (Mississippi)
Pour les articles homonymes, voir Farmington.
La ville américaine de Farmington est située dans le comté d'Alcorn, dans l’État du Mississippi. Lors du recensement de 2000, sa population s’élevait à 1 810 habitants.

## Source
- (en) Cet article est partiellement ou en totalité issu de l’article de Wikipédia en anglais intitulé « Farmington, Mississippi » (voir la liste des auteurs).